# Ferenc Kazinczy
Ferenc Kazinczy (Érsemjén, 27 ottobre 1759 – Széphalom, 23 agosto 1831) è stato uno scrittore, poeta e traduttore ungherese.

## Biografia
Kazinczy studiò a Kaschau ed a Eperjes, in provincia di Pest, ove accrebbe ulteriormente le sue conoscenze nel campo della letteratura francese e di quella tedesca. Conobbe Gedeon Ráday, che gli permise di avere regolare accesso alla sua biblioteca.
Nel 1784 Kazinczy divenne notaio del comitato di Abaúj-Torna. Nello stesso anno venne accolto nella loggia massonica Zum tugendhaften Kosmopolit (Al virtuoso cosmopolita) a Miskolc. Qui egli utilizzò il nome d'arte Orpheus, che fu poi anche il titolo di una sua rivista fondata nel 1790.
Dal 1786 al 1791 fu Ispettore delle Scuole nazionali nel distretto di Kaschau. Durante questo periodo egli decise di riformare la letteratura e la lingua ungherese, mentre ampliava il vocabolario con la traduzione dei classici. 
Nel 1788 fondò, insieme agli amici David Baróti Szabó e János Batsányi la prima rivista letteraria ungherese con il nome di Magyar Múzeum. Sotto il regno dell'imperatore Leopoldo II dovette lasciare il suo impiego, non essendo egli cattolico. Però proseguì egualmente nella sua opera letteraria. Aiutò Ráday nella fondazione e conduzione della prima Compagnia drammatica ungherese e tradusse molte opere letterarie in lingua ungherese (La sua traduzione dell'Amleto di Shakespeare fu messa in scena per la prima volta nel 1790 in Ungheria).
Implicato nella cospirazione giacobina del 1793, venne arrestato e condannato a morte. In seguito la condanna venne commutata e restò in carcere dal 1794 al 1801, un periodo del quale, dal 1796 al 1799 lo trascorse allo Spielberg di Brno, la stessa prigione ove nel 1822 giungerà Silvio Pellico. Anche Kazincczy scrisse un libro di memorie relative al periodo di prigionia in Moravia, intitolato Diario delle mie prigioni (in ungherese Fogságom naplója) e pubblicato postumo nel 1931.
Dedicò la sua vita alla causa della riforma della lingua e della letteratura ungherese (Ortologhi e neologhi presso di noi e presso gli altri popoli, 1819) ed è considerato il più autorevole critico letterario del suo tempo. 
Fu direttore delle prime riviste letterarie ungheresi (Museo ungherese, Orfeo) e ideologo della borghesia illuminista. Fu inoltre uno dei primi membri dell'Accademia ungherese fondata nel 1830 che contribuì a costituire. 
Tradusse Anacreonte, Cicerone, Sallustio, La Rochefoucauld, Marmontel, Molière, Shakespeare, Sterne, Lessing, Goethe, Wieland, Klopstock, Ossian, Metastasio.

## Opere scelte
- Tövisek és virágok, 1811
- Poétai episztola Vitkovics Mihályhoz, 1811
- Felelet a mondolatra   pamphlet, 1815
- Ortológus és neológus nálunk és más nemzeteknél, 1819
- Fogságom naplója, 1931 (postumo)